# Qualificazioni al campionato mondiale di calcio 1962 - CAF
Le qualificazioni si articolano su due fasii di gioco:
- Prima Fase: Le 6 squadre furono divise in 3 gruppi da 2 squadre con partite di andata e ritorno. Le vincitrici avanzarono alla Seconda Fase.
- Seconda Fase: Le 3 squadre furono inserite in un girone all'italiana con partite di andata e ritorno. La vincitrice avanzò al Play-off Intercontinentale UEFA / CAF.

## Prima Fase

### Gruppo 1
| Pos | Squadra          | Pti      | G        | V        | N        | P        | GF       | GS       |
| --- | ---------------- | -------- | -------- | -------- | -------- | -------- | -------- | -------- |
| -   | Rep. Araba Unita | ritirata | ritirata | ritirata | ritirata | ritirata | ritirata | ritirata |
| -   | Sudan            | ritirato | ritirato | ritirato | ritirato | ritirato | ritirato | ritirato |

Rep. Araba Unita e Sudan ritirati

### Gruppo 2
| Data             | Luogo               | Squadra 1 | Risultato      | Squadra 2 |
| ---------------- | ------------------- | --------- | -------------- | --------- |
| 30 ottobre 1960  | Casablanca          | Marocco   | 2 - 1          | Tunisia   |
| 13 novembre 1960 | Tunisi              | Tunisia   | 2 - 1          | Marocco   |
| 22 gennaio 1961  | Palermo (Spareggio) | Marocco   | 1 - 1 (d.t.s.) | Tunisia   |

| Pos | Squadra | Pti | G | V | N | P | GF | GS |
| --- | ------- | --- | - | - | - | - | -- | -- |
| 1=  | Marocco | 2   | 2 | 1 | 0 | 1 | 3  | 3  |
| 1=  | Tunisia | 2   | 2 | 1 | 0 | 1 | 3  | 3  |

Marocco qualificato al girone finale per sorteggio

### Gruppo 3
| Data              | Luogo | Squadra 1 | Risultato | Squadra 2 |
| ----------------- | ----- | --------- | --------- | --------- |
| 28 agosto 1960    | Accra | Ghana     | 4 - 1     | Nigeria   |
| 10 settembre 1960 | Lagos | Nigeria   | 2 - 2     | Ghana     |

| Pos | Squadra | Pti | G | V | N | P | GF | GS |
| --- | ------- | --- | - | - | - | - | -- | -- |
| 1   | Ghana   | 3   | 2 | 1 | 1 | 0 | 6  | 3  |
| 2   | Nigeria | 1   | 2 | 0 | 1 | 1 | 3  | 6  |

Ghana qualificata al girone finale

## Seconda Fase
| Data           | Luogo      | Squadra 1 | Risultato | Squadra 2 |
| -------------- | ---------- | --------- | --------- | --------- |
| 2 aprile 1961  | Accra      | Ghana     | 0 - 0     | Marocco   |
| 28 maggio 1961 | Casablanca | Marocco   | 1 - 0     | Ghana     |

| Pos | Squadra | Pti | G | V | N | P | GF | GS |
| --- | ------- | --- | - | - | - | - | -- | -- |
| 1   | Marocco | 3   | 2 | 1 | 1 | 0 | 1  | 0  |
| 2   | Ghana   | 1   | 2 | 0 | 1 | 1 | 0  | 1  |

Marocco qualificato al Play-Off Intercontinentale UEFA / CAF